# 梵格爾夫
梵格爾夫（Vingólf、Víngólf、Vingolf）。是阿薩神族中女神的休息聚會的廳堂。據說也是正直的靈魂死後的居住地。
梵格爾夫有幾種不同的含意：
- Víngólf，亦即「紅酒大廳」（Wine Hall）之意。
- Vingólf，被認為可能是 vinr（朋友）和 gólf（大廳）的組合字，所以也有「令人愉快的大廳」（pleasant hall）之意。
- 在別的讀物中（Uppsalabók，《散文埃達》的四本主要手稿之一），有相異的記載：Vindglóð，意即「風之餘燼」（wind ember），不過這被認為是訛誤的寫法。